# FC Ereván
El FC Yerevan es un equipo de fútbol de Armenia que juega en la Primera Liga de Armenia, la segunda división de fútbol más importante del país.

## Historia
Fue fundado en el año 1995 en la capital Ereván y ha campeón de Liga Premier en 1 ocasión, y llegó a la final del torneo de Copa 1 vez.
A nivel internacional ha participado en 3 torneos continentales, donde nunca superó la Primera Ronda, incluso ni siquiera logró empatar, ya que todos los partidos los perdió.
El equipo solamente existió por 5 años, ya que desapareció en el año 2000.
En 2018 anuncia su regreso jugando la Primera Liga de Armenia, logrando el ascenso a la Liga Premier de Armenia en la temporada 2018/19 al terminar de subcampeón, pero abandona la liga a mitad de temporada en febrero de 2020 por problemas técnicos y financieros.

## Palmarés
- Liga Premier de Armenia (1): 1997

- Subcampeón de la Copa de Armenia (1): 1998

## Participación en competiciones de la UEFA
- Liga de Campeones de la UEFA: 1 aparición

1998-99 - Primera Ronda
- Copa de la UEFA: 2 apariciones

1997-98 - Ronda Preliminar
1999-00 - Ronda Preliminar

### Partidos en torneos de la UEFA
| Temporada | Torneo                | Ronda            | Club                  | Ida   | Vuelta |
| --------- | --------------------- | ---------------- | --------------------- | ----- | ------ |
| 1997-98   | Copa de la UEFA       | Ronda Preliminar | Dnipro Dnipropetrovsk | 1 - 6 | 0 - 2  |
| 1998-99   | UEFA Champions League | Primera Ronda    | HJK Helsinki          | 0 - 2 | 0 - 3  |
| 1999-00   | Copa de la UEFA       | Ronda Preliminar | Hapoel Tel Aviv       | 0 - 2 | 1 - 2  |

- Nota: En negrita los partidos de local.

#### Por competición
Nota: En negrita competiciones activas.
| Competición                                   | Temp. | PJ | PG | PE | PP | GF | GC | Dif. | Puntos | Títulos | Subtítulos |
| --------------------------------------------- | ----- | -- | -- | -- | -- | -- | -- | ---- | ------ | ------- | ---------- |
| Copa de Europa / Liga de Campeones de la UEFA | 1     | 2  | 0  | 0  | 2  | 0  | 5  | -5   | 0      | –       | –          |
| Copa de la UEFA / Liga Europea de la UEFA     | 2     | 4  | 0  | 0  | 4  | 2  | 12 | -10  | 0      | –       | –          |
| Total                                         | 3     | 6  | 0  | 0  | 6  | 2  | 17 | -15  | 0      | 0       | 0          |

## Jugadores

### Jugadores destacados
| - Harutyun Abrahamyan - Varazdat Avetisyan - David Grigoryan - Karen Dokhoyan | - Yervand Krbachyan - Armen Petikyan - Armen Shahgeldyan - Tigran Yesayan |

## Entrenadores
- Gagik Tatevosyan, (1995)
- Vagarshak Aslanyan, (1995)
- Samvel Darbinyan, (1995–1996)
- Samvel Petrosyan, (1996–1997)
- Samvel Darbinyan, (1997)
- Ashot Khachatryan, (1997–1998)
- Samvel Darbinyan, (1998–1999)
- Aramais Tonoyan, (1999)
- Samvel Sargsyan, (2018–2019)
- Eduard Pavlov, (2019)
- António Caldas, (2019)